# Giacomo Catone
Giacomo Vincenzo Catone (Napoli, 1769 – Gesualdo, 19 agosto 1851) è stato uno storico e abate italiano, conosciuto per aver scritto il libro Memorie Gesualdine.

## Biografia
Nasce a Napoli, ma gesualdino di origine, nel 1769 da Felice Catone e Gaetana Ariana. Appartenente ad una famiglia gentilizia che si trasferì a Gesualdo da Cava De Tirreni nel 1671, perché un membro della stessa, Pietro Leopoldo Catone, si sposò con una certa Cecilia Adinolfi, di un'altra famiglia gentilizia venuta dalla stessa Cava agli inizi del '600 per volere di Carlo Gesualdo. Giacomo, non primogenito, per ragioni di salvaguardia del patrimonio familiare abbraccia la carriera ecclesiastica diventando abate curato della parrocchia di S. Antonino dal 1800 alla morte. Spaventato da ogni evento che rompe gli equilibri sociali di un ordine gerarchico che ritiene naturale, se non divino, egli partecipa da spettatore moderato alle vicende convulse del regno di Napoli, fra la rivoluzione del 1799, il Decennio francese e la Restaurazione Borbonica. Sempre ossequioso ai potenti di turno, ad un decennio dalla morte, egli riesce a terminare e a dare alle stampe "Memorie Gesualdine", specchio fedele della sua prudenza e della sua erudizione; esse rappresentano molto di più di un puro memoriale, pur non avendo la pretesa di assurgere a dignità scientifica, fondata su basi documentarie e di storiografia critica. Muore a 82 anni il 19 agosto 1851 a Gesualdo.